# 吉尾駅
吉尾駅（よしおえき）は、熊本県葦北郡芦北町大字箙瀬（えびらせ）にある、九州旅客鉄道（JR九州）肥薩線の駅である。2033年度の鉄道での復旧を目指し、2025年度から復旧工事が行われている。

## 歴史
- 1952年（昭和27年）6月1日：日本国有鉄道により開設[2]。人吉機関区にキハ41000形気動車が配置され、運転が開始されたことにより当駅が設置された。
- 1987年（昭和62年）4月1日：国鉄分割民営化により九州旅客鉄道が継承[3]。

## 駅構造
単式ホーム1面1線を有する地上駅。山の斜面を削りホームを設置。無人駅で駅舎はなく、ホーム上に待合所が設置されている。これらの建築は同時開業した海路駅のものと酷似している。

## 駅周辺

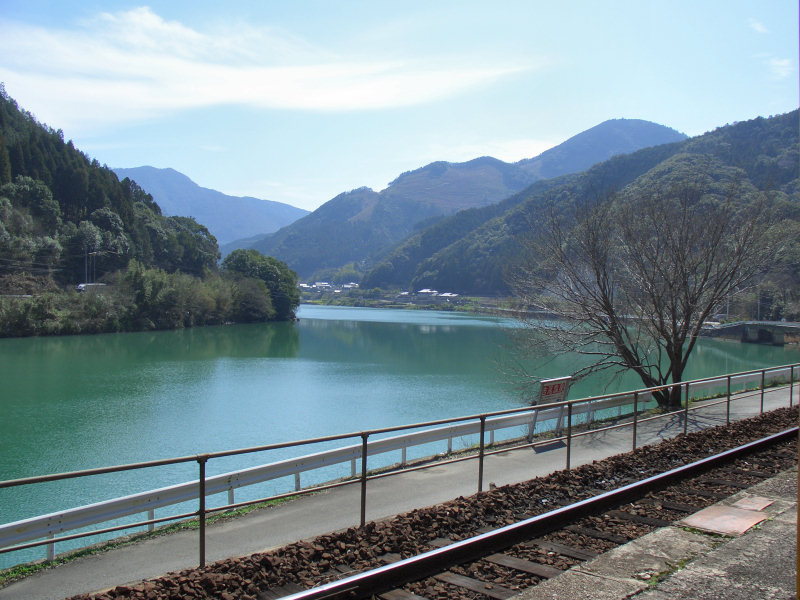
ホームから球磨川を眺める（2007年3月）

ホームの前には球磨川の風景が広がり、南側の吉尾川沿いに集落がある。また、駅からすぐ先の肥薩線鉄橋下の熊本県道272号球磨田浦線上には産交バスの和田口バス停がある。
- 球磨川
- 吉尾川
- 芦北町立吉尾小学校 - 2022年廃校。
- 芦北町役場吉尾出張所
- 吉尾温泉 - 別名「鶴の湯」
- 国道219号 - 球磨川を挟んで対岸を走っているが、付近には球磨川を渡る橋はない。
- 熊本県道272号球磨田浦線

## 隣の駅
九州旅客鉄道（JR九州）
■肥薩線
海路駅 - 吉尾駅 - 白石駅